# Seattle Seawolves
I Seattle Seawolves sono un club professionistico di rugby a 15 Statunitense dello stato del Washington. Fondati nel 2017, competono nella Major League Rugby sin dalla sua stagione inaugurale.

## Storia
Nel 2017 il club fu una delle squadre protagoniste nella fondazione della prima edizione del massimo campionato statunitense. Nel 2018 battendo i Glendale Raptors per 23-19 si aggiudicarono il primo titolo nella storia della competizione. Replicarono il successo nell'edizione successiva, sconfiggendo i San Diego Legion per 26-23.
Ad oggi i Seawolves sono la squadra statunitense col maggior numero di titoli MLR e l'unica ad averne conquistati due.

## Statistiche

### Piazzamenti stagionali
| Anno | Posizione | Incontri | G  | P | S  | PS  | PR  | +/−  | PB | Pts | Playoff                           |
| ---- | --------- | -------- | -- | - | -- | --- | --- | ---- | -- | --- | --------------------------------- |
| 2018 | 2nd       | 8        | 6  | 0 | 2  | 232 | 188 | +44  | 5  | 29  | Vittoria 1º titolo                |
| 2019 | 2nd       | 16       | 11 | 1 | 4  | 498 | 407 | +91  | 12 | 58  | Vittoria 2º titolo                |
| 2020 | 10th      | 5        | 1  | 0 | 4  | 138 | 162 | -24  | 4  | 8   | Stagione annullata causa Pandemia |
| 2021 | 11th      | 16       | 4  | 0 | 12 | 343 | 461 | -118 | 10 | 26  |                                   |

### Palmarès
- Major League Rugby: 2
2018, 2019

## Sponsor
| Stagione     | Azienda produttrice kit | Sponsor tecnico |
| ------------ | ----------------------- | --------------- |
| 2018–2019    | XBlades                 |                 |
| 2020–present | Paladin Sports          | Krusteaz        |